# 西班牙青年国王杯
西班牙青年冠军-国王陛下杯（西班牙語：Campeonato de España Juvenil–Copa de Su Majestad el Rey），通常也被称作青年国王杯（Copa del Rey Juvenil），是西班牙每年举办的一项淘汰制青年足球赛事，由西班牙皇家足球協會负责运营和管理。

## 历史
首届赛事举办于1951年，当时的名称叫“大元帅杯”（Copa del Generalísimo），在1977年更名为国王杯（Copa del Rey）至今。